# 陈舜礼
陈舜礼（1917年—2003年12月10日），浙江奉化人，中国学者，山西大学前校长。

## 生平
1939年，毕业于清华大学经济学系。陈舜礼曾担任国民政府资源委员会昆明办事处经济研究室的助理，并担任中国农业银行在成都、兰州、昆明等城市的办事员和主任。1945年，通过中英庚子赔款第八届留学考试，赴英国牛津大学留学，专攻经济学。1948年12月，转入法国巴黎大学学习。
1949年后，先后担任天津南开大学教授，南开大学副教务长。
1959年后，先后担任山西大学教授，山西大学教务长，山西大学图书馆馆长。1982年4月-1983年9月，担任山西大学校长。

## 任职
陈舜礼并是山西省政协第4和第5届副主席，中国民主促进会天津市委员会副主任委员，中国民主促进会第3届中央候补委员，中国民主促进会第4届中央委员，中国民主促进会第7届中央副主席并兼任执行局主任。
1988年，当选为中国民主促进会第8届中央副主席。1997年12月，陈舜礼被推举为中国民主促进会中央名誉副主席。
陈并是第7届全国人民代表大会常务委员会委员，第4、5届全国政协委员，第6届全国政协常委。